# Dihydromorphine
La dihydromorphine est un  opioïde semi-synthétique dérivé de la morphine. La molécule est obtenue en modifiant la double liaison 7,8 de la morphine en une liaison simple. La dihydromorphine est un analgésique fort et est utilisée en médecine dans le traitement de la douleur sévère et est également un métabolite actif de la dihydrocodéine. Le processus pour fabriquer de la dihydromorphine à partir de la morphine a été développé en Allemagne à la fin du XIXe siècle, avec la synthèse publiée en 1900.